# Natus Jamel Swen
Natus Jamel Swen (18 novembre 2004) è un calciatore liberiano, difensore dello Sheriff Tiraspol e della nazionale liberiana.

## Carriera

### Club
È cresciuto nel settore giovanile del Watanga, club della prima divisione liberiana, con cui nella stagione 2023-2024 ha debuttato in Coppa della Confederazione CAF giocandovi 2 partite; il 14 giugno del 2023 è stato acquistato dal Mġarr, club militante nella seconda divisione di Malta, ma nel mercato invernale del 2025 ha cambiato squadra firmando un contratto con lo Sheriff Tiraspol, con cui ha giocato 4 partite nella prima divisione moldava e 2 partite nella vittoriosa Coppa di Moldavia.

### Nazionale
Ha debuttato con la nazionale liberiana il 20 marzo 2024 nell'incontro di qualificazione per la Coppa d'Africa 2025 vinto 2-0 contro Gibuti.

## Statistiche

### Presenze e reti nei club
Statistiche aggiornate al 9 giugno 2025.
| Stagione        | Squadra          | Campionato      | Campionato | Campionato | Coppe nazionali | Coppe nazionali | Coppe nazionali | Coppe continentali | Coppe continentali | Coppe continentali | Altre coppe | Altre coppe | Altre coppe | Totale | Totale | Totale |
| Stagione        | Squadra          | Comp            | Pres       | Reti       | Comp            | Pres            | Reti            | Comp               | Pres               | Reti               | Comp        | Pres        | Reti        | Pres   | Reti   |        |
| --------------- | ---------------- | --------------- | ---------- | ---------- | --------------- | --------------- | --------------- | ------------------ | ------------------ | ------------------ | ----------- | ----------- | ----------- | ------ | ------ | ------ |
| 2023-2024       | Watanga          | 1D              | ?          | ?          | CL              | 0               | 0               | CAF CC             | 2                  | 0                  | -           | -           | -           | 2+     | 0+     |        |
| 2024-gen. 2025  | Mġarr            | CL              | ?          | ?          | CM              | 0               | 0               | -                  | -                  | -                  | -           | -           | -           | ?      | ?      |        |
| gen.-giu. 2025  | Sheriff Tiraspol | SL              | 4          | 0          | CM              | 2               | 0               | UEL+UECL           | -                  | -                  | -           | -           | -           | 6      | 0      |        |
| Totale carriera | Totale carriera  | Totale carriera | 4+         | 0+         |                 | 2               | 0               |                    | 2                  | 0                  |             | -           | -           | 8+     | 0+     |        |

### Cronologia presenze e reti in nazionale
| Cronologia completa delle presenze e delle reti in nazionale ― Liberia | Cronologia completa delle presenze e delle reti in nazionale ― Liberia | Cronologia completa delle presenze e delle reti in nazionale ― Liberia | Cronologia completa delle presenze e delle reti in nazionale ― Liberia | Cronologia completa delle presenze e delle reti in nazionale ― Liberia | Cronologia completa delle presenze e delle reti in nazionale ― Liberia | Cronologia completa delle presenze e delle reti in nazionale ― Liberia | Cronologia completa delle presenze e delle reti in nazionale ― Liberia |
| Data                                                                   | Città                                                                  | In casa                                                                | Risultato                                                              | Ospiti                                                                 | Competizione                                                           | Reti                                                                   | Note                                                                   |
| ---------------------------------------------------------------------- | ---------------------------------------------------------------------- | ---------------------------------------------------------------------- | ---------------------------------------------------------------------- | ---------------------------------------------------------------------- | ---------------------------------------------------------------------- | ---------------------------------------------------------------------- | ---------------------------------------------------------------------- |
| 20-3-2024                                                              | Marrakech                                                              | Gibuti                                                                 | 0 – 2                                                                  | Liberia                                                                | Qual. Coppa d'Africa 2025                                              | -                                                                      |                                                                        |
| 26-3-2024                                                              | Monrovia                                                               | Liberia                                                                | 0 – 0                                                                  | Gibuti                                                                 | Qual. Coppa d'Africa 2025                                              | -                                                                      |                                                                        |
| 5-6-2024                                                               | Soweto                                                                 | Namibia                                                                | 1 – 1                                                                  | Liberia                                                                | Qual. Mondiali 2026                                                    | -                                                                      |                                                                        |
| 6-9-2024                                                               | Lomé                                                                   | Togo                                                                   | 1 – 1                                                                  | Liberia                                                                | Qual. Coppa d'Africa 2025                                              | -                                                                      | 86’                                                                    |
| 10-9-2024                                                              | Monrovia                                                               | Liberia                                                                | 0 – 3                                                                  | Algeria                                                                | Qual. Coppa d'Africa 2025                                              | -                                                                      |                                                                        |
| 11-10-2024                                                             | Malabo                                                                 | Guinea Equatoriale                                                     | 1 – 0                                                                  | Liberia                                                                | Qual. Coppa d'Africa 2025                                              | -                                                                      |                                                                        |
| 14-10-2024                                                             | Monrovia                                                               | Liberia                                                                | 1 – 2                                                                  | Guinea Equatoriale                                                     | Qual. Coppa d'Africa 2025                                              | -                                                                      |                                                                        |
| 27-10-2024                                                             | Monrovia                                                               | Sierra Leone                                                           | 1 – 2                                                                  | Liberia                                                                | CHAN 2024                                                              | -                                                                      |                                                                        |
| 1-11-2024                                                              | Monrovia                                                               | Liberia                                                                | 1 – 1                                                                  | Sierra Leone                                                           | CHAN 2024                                                              | -                                                                      |                                                                        |
| 17-11-2024                                                             | Tizi Ouzou                                                             | Algeria                                                                | 5 – 1                                                                  | Liberia                                                                | Qual. Coppa d'Africa 2025                                              | -                                                                      | 85’                                                                    |
| 28-12-2024                                                             | Diamniadio                                                             | Senegal                                                                | 3 – 0                                                                  | Liberia                                                                | CHAN 2024                                                              | -                                                                      | 46’                                                                    |
| Totale                                                                 |                                                                        | Presenze                                                               | 11                                                                     |                                                                        | Reti                                                                   | 0                                                                      |                                                                        |

## Palmarès

### Club

#### Competizioni nazionali
- Coppa di Moldavia: 1

Sheriff Tiraspol: 2024-2025